# 北海道航空
北海道航空（ほっかいどうこうくう Hokkaido Aviation Co.Ltd.）は、北海道札幌市東区に本社をもつ航空会社。

## 概要
北海道内最古の産業航空会社として、ヘリコプターや小型飛行機による報道取材や測量・遊覧飛行を行う。
1964年にクラブ形式で創業し、66年に札幌市内のタクシー経営者らにより法人化されたが、経営不振に伴い1973年に東京急行電鉄の傘下となるも1979年時点で2億600万円余りの累積赤字を抱え他社への譲渡や同じ東急系列の大洋航空との合併が検討され、1979年に東日本フェリーを筆頭とする蔦井グループ傘下となった。10月に東急と東日本フェリー傘下の東日本観光の間で譲渡協定書を交わし、11月21日に譲渡が成立した。
2003年の東日本フェリー破綻後は、十分に経営実績を出していたこともあり単独経営となっている。

## 主な拠点
- 本社：札幌市東区丘珠町63番地　札幌丘珠空港内
- 女満別格納庫：網走郡大空町女満別中央258番地1　(女満別空港内)
- 弟子屈格納庫

## 保有機材
- ビーチエアクラフト
  - Ｃ90Ａ（JA8882）

- セスナ
  - 172R（JA725C）
  - TU206G（JA3884 JA3899 JA3950）

- アエロスパシアル
  - AS350B2 （JA6098 JA6182）
  - AS365N2 （JA001H JA005H）
  - AS365N3 （JA008H）
- ユーロコプター
  - EC135T2 （JA003H）

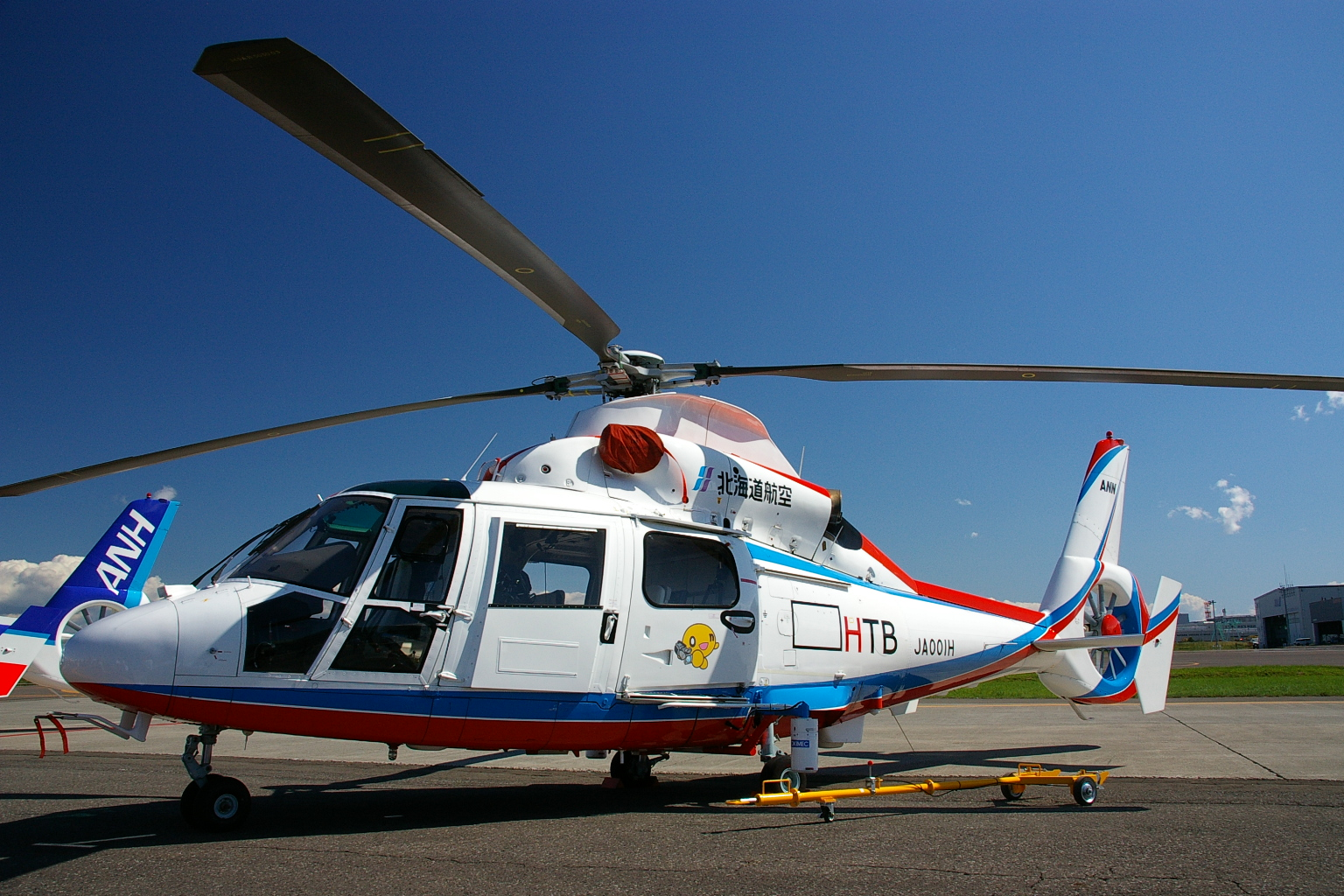
HTB取材機
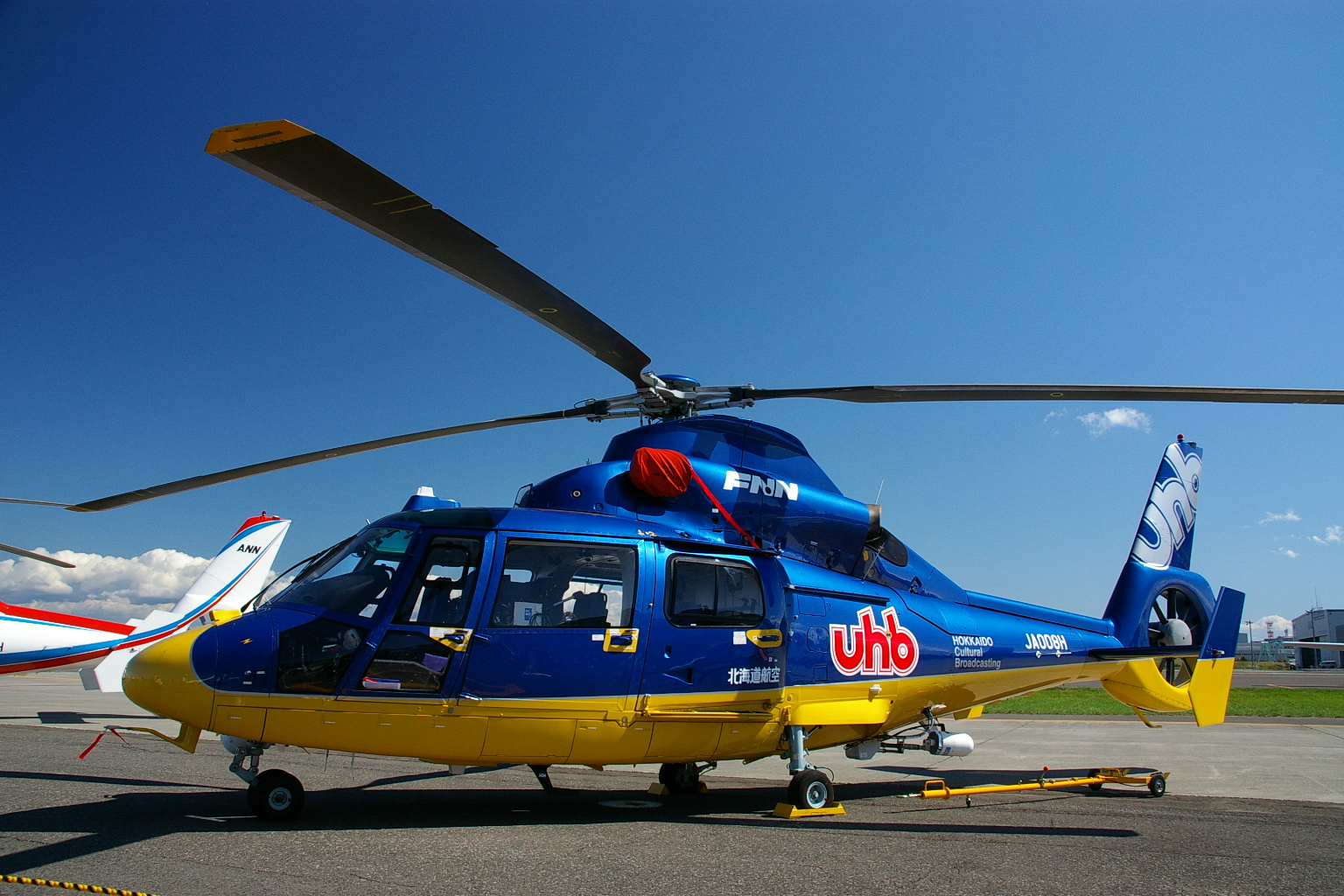
UHB取材機
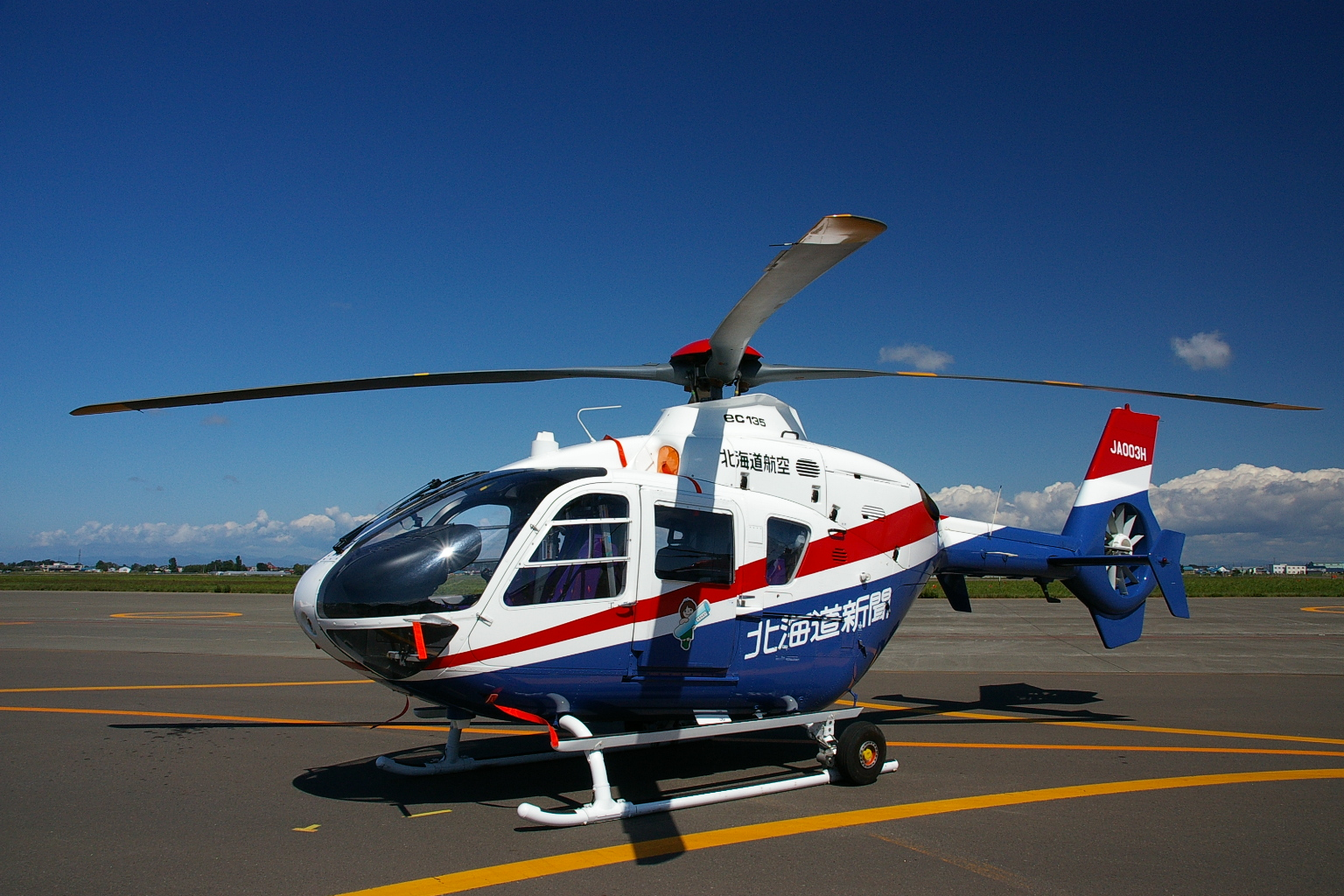
北海道新聞取材機